# Giuliano Losacco
Giuliano Losacco (São Paulo, 17 de março de 1977) é um automobilista brasileiro, bicampeão da Stock Car Brasil em 2004 e 2005.

## Carreira
Giuliano Losacco começou no kart, e passou por diversas categorias de monopostos nacionais e internacionais, na década de 1990.
No inicio da década de 2000 voltou ao Brasil, e decidiu ingressar na Stock Car Brasil. Mesmo com a categoria repleta de estrelas foi bicampeão da Stock Car em 2004, com a equipe (RC Competições) e, em 2005, com a (Andreas Mattheis), com disputas acirradas nestes anos com Cacá Bueno.
Na Stock competiu ainda pelas equipes RC Competições, Medley Andreas Matheis, Texaco Vogel e JF Racing.

### Carreira
- 1990 - Estreia no kart
- 1993 - Fórmula Ford 1600 SP  -  Campeão da categoria
- 1994 - Fórmula Uno
- 1995 - Fórmula Chevrolet
- 1996 - Fórmula Vauxhall inglesa - 7o. Colocado
- 1997 - Fórmula Ford norte-americana e Fórmula Renault europeia
- 1998 - Fórmula Renault europeia
- 2000 - Fórmula 3 Sul-americana
- 2002 - Paulista de Turismo
- 2002 - Stock Car Light
- 2003 - Stock Car V8
- 2004 - Stock Car V8 -  Campeão da categoria
- 2005 - Stock Car V8 -  Campeão da categoria
- 2006 - Stock Car V8
- 2006 - Nascar West
- 2007 - Stock Car V8
- 2008 - Stock Car V8
- 2008 - GT3 Brasil

## Resultados na Stock Car
Corrida em negrito significa pole position; corrida em itálico significa volta mais rápida)
| Ano  | Equipe           | Carro            | 1       | 2       | 3       | 4       | 5       | 6      | 7       | 8       | 9       | 10      | 11      | 12      | Classificação | Pontos |
| ---- | ---------------- | ---------------- | ------- | ------- | ------- | ------- | ------- | ------ | ------- | ------- | ------- | ------- | ------- | ------- | ------------- | ------ |
| 2003 | RC Competições   | Chevrolet Vectra | CTB 2   | CGD Ret | SAO 8   | RIO Ret | LON Ret | SAO 1  | CTB Ret | CGD 6   | RIO Ret | BSB 2   | CTB 13  | SAO 7   | 8º            | 95     |
| 2004 | RC Competições   | Chevrolet Astra  | CTB 1   | SAO 1   | TAR Ret | LON 1   | RIO 5   | SAO 2  | CTB 2   | LON 1   | RIO 9   | BSB 10  | CGD 14  | SAO 5   | 1º            | 177    |
| 2005 | Andreas Mattheis | Chevrolet Astra  | SAO 2   | CTB 4   | RIO NP  | SAO 11  | CTB NP  | LON 5  | BSB 2   | STC 2   | TAR 7   | ARG 1   | RIO 1   | SAO 3   | 1°            | 166    |
| 2006 | Andreas Mattheis | Chevrolet Astra  | SAO 6   | CTB 3   | CGD Ret | SAO 24  | LON 3   | CTB 3  | SCZ 8   | BSB 22  | TAR 1   | ARG Ret | RIO 9   | SAO Ret | 5°            | 244    |
| 2007 | Vogel Motorsport | Chevrolet Astra  | SAO 9   | CTB 6   | CGD Ret | SAO 8   | LON 15  | SCZ    | CTB Ret | BSB Ret | ARG Ret | TAR 20  | RIO Ret | SAO 12  | 22°           | 28     |
| 2008 | JF Racing        | Peugeot 307      | SAO Ret | BSB 4   | CTB 8   | SCZ 12  | CGD 9   | SAO 15 | RIO 25  | LON 2   | CTB 4   | BSB 8   | TAR 24  | SAO 16  | 6°            | 231    |
| 2009 | JF Racing        | Peugeot 307      | SAO 9   | CTB 14  | BSB Ret | SCZ 15  | SAO 4   | SAL 9  | RIO Ret | CGD 12  | CTB 5   | BSB Ret | TAR Ret | SAO Ret | 17            | 41     |